# Humberto Arenal
Humberto Arenal (La Habana, 15 de enero de 1926-id. 26 de enero de 2012) fue un novelista, escritor, literato, guionista, cronista, periodista, actor y dramaturgo cubano.
Exiliado en Estados Unidos desde 1948 durante la dictadura de Batista, fue redactor en El diario de Nueva York y la revista Visión. Regresó desde Nueva York a Cuba en 1959 a petición de Fidel Castro. Durante los primeros años, escribió con frecuencia en el semanario Lunes de Revolución, dirigido en aquellos momentos por Guillermo Cabrera Infante. Junto a Tomás Gutiérrez Alea y José Hernández, elaboró el guion de la película, Historias de la revolución, publicó la novela El sol a plomo, dirigió el Teatro Lírico Nacional de Cuba y fue uno de los fundadores de la Unión de Escritores y Artistas de Cuba. La división posterior de los intelectuales que apoyaron la revolución cubana respecto a su posición más o menos crítica con el gobierno, dejó a Arenal al margen del oficialismo de la época. No obstante, no quiso abandonar Cuba y mantuvo la amistad con todos sus compañeros, sufrieran o no represalias como le ocurría a él. Pasó de la primera fila a encontrar un lugar discreto en las letras, lo que le permitió trabajar en el Instituto Superior de Arte de La Habana, donde volcó sus conocimientos en la enseñanza. Aunque vetado para publicar, siguió escribiendo. En 2007, el ministro de Cultura, Abel Prieto, reconoció su figura como autor al concederle el Premio Nacional de Literatura de Cuba, el más alto galardón de las letras cubanas.